# احمد دلزار
احمد مصطفی محمد، مشهور به احمد دلزار (۸ ژانویه ۱۹۲۰–۱۰ آوریل ۲۰۲۱) شاعر و نویسنده کرد است. وی در ۲۱ فروردین ماه ۱۴۰۰، در سن ۱۰۱ سالگی به دلیل بیماری درگذشت.
دلزار بیش از صدها شعر به زبان کردی و عربی سروده‌است. او همچنین اشعار باباطاهر را به کردی سورانی ترجمه کرده‌ است. دلزار آخرین کتاب شعر خود را با عنوان «گلچینی از اشعار دلزار» در سال ۲۰۱۸ منتشر کرد. وی در سال ۱۹۵۹ به عضویت اتحادیه ادیبان عراق و در سال ۱۹۷۰ به عضویت اتحادیه نویسندگان کرد درآمد.

## تحصیلات
پیش از آنکه دلزار وارد مدرسه شود، پدرش اشعار فارسی را برای او به کردی ترجمه می‌کرد و می‌خواند. او در سن هفت سالگی برای فراگیری خواندن و نوشتن نزد ملا اسعد فرستاده می شود. دلزار در سال ۱۳۰۸ وارد مدرسه ابتدایی می‌شود و در سال ۱۳۱۶، هنگامی که اولین مدرسه راهنمایی در شهر کویه باز می‌شود، در آن مدرسه مشغول به تحصیل می‌شود. 

## شرکت در جنگ جهانی دوم
احمد دلزار می گوید که در سال ۱۳۲۲ به خدمت سربازی رفته است و در جنگ جهانی دوم نیز شرکت کرده‌است.
هنگامی که آمریکا از روژاوا (کردستان سوریه) خارج شد و کردها را در مقابل حمله ترکیه تنها گذاشت، دونالد ترامپ این اقدام آمریکا را به این صورت توجیه کرد که کردها در جنگ دوم جهانی با ما همکار نکردند. احمد دلزار به عنوان شاهد زنده که در جنگ جهانی دوم سرباز بوده است، گفت: "من بە عنوان شاهد عینی گفتەهای ترامپ را رد می‌کنم، ترامپ  آن زمان به دنیا نیامده بود و اطلاع ندارد! من بە عنوان شاهد عینی شهادت می‌دهم کە ۹۰۰۰ سرباز کرد در جنگ دوم جهانی شرکت داشتند."

## نمونه اشعار
احمد دلزار این شعر را در ۱۵ مارچ سال ۱۴۰۰، مدتی پیش از مرگش سروده ‌است:
بیزارم، عمرم سپری شد
سن من ۱۰۱ سال است
بدنم سست و بی‌رمق است
بدنم فقط پوست و استخوان است
اما علی‌رغم همه این‌ها
بسیار شاد و خوشبخت هستم
ای برادران، مبارزان
فکر می‌کنم آن روز خواهد آمد
که کوردستان بزرگ و گرانقدر
به بهشت جهان تبدیل خواهد شد